# Jim le harponneur
Ne doit pas être confondu avec Moby Dick (film, 1930).
Pour les articles homonymes, voir Jim.

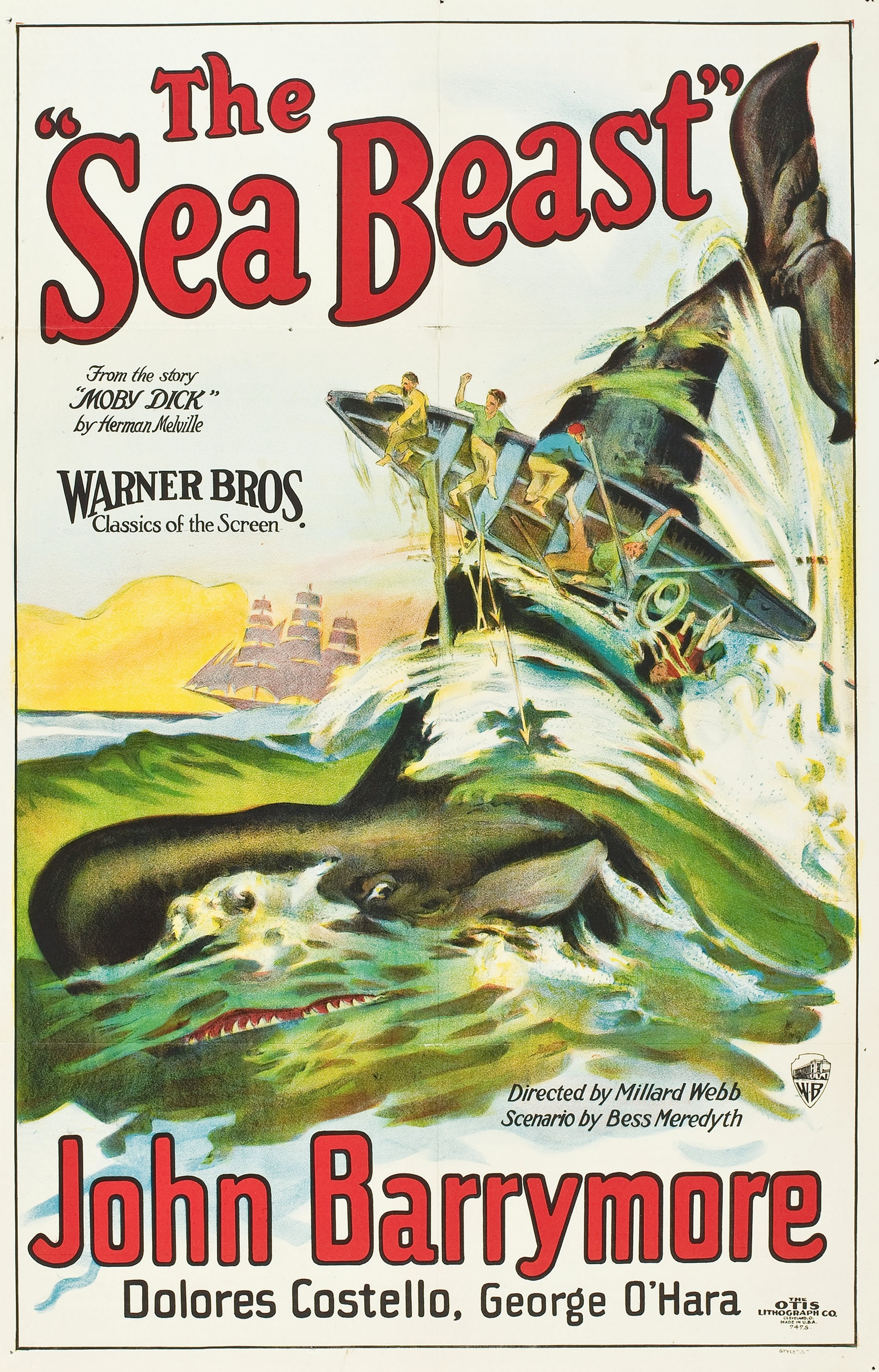
Affiche du film.

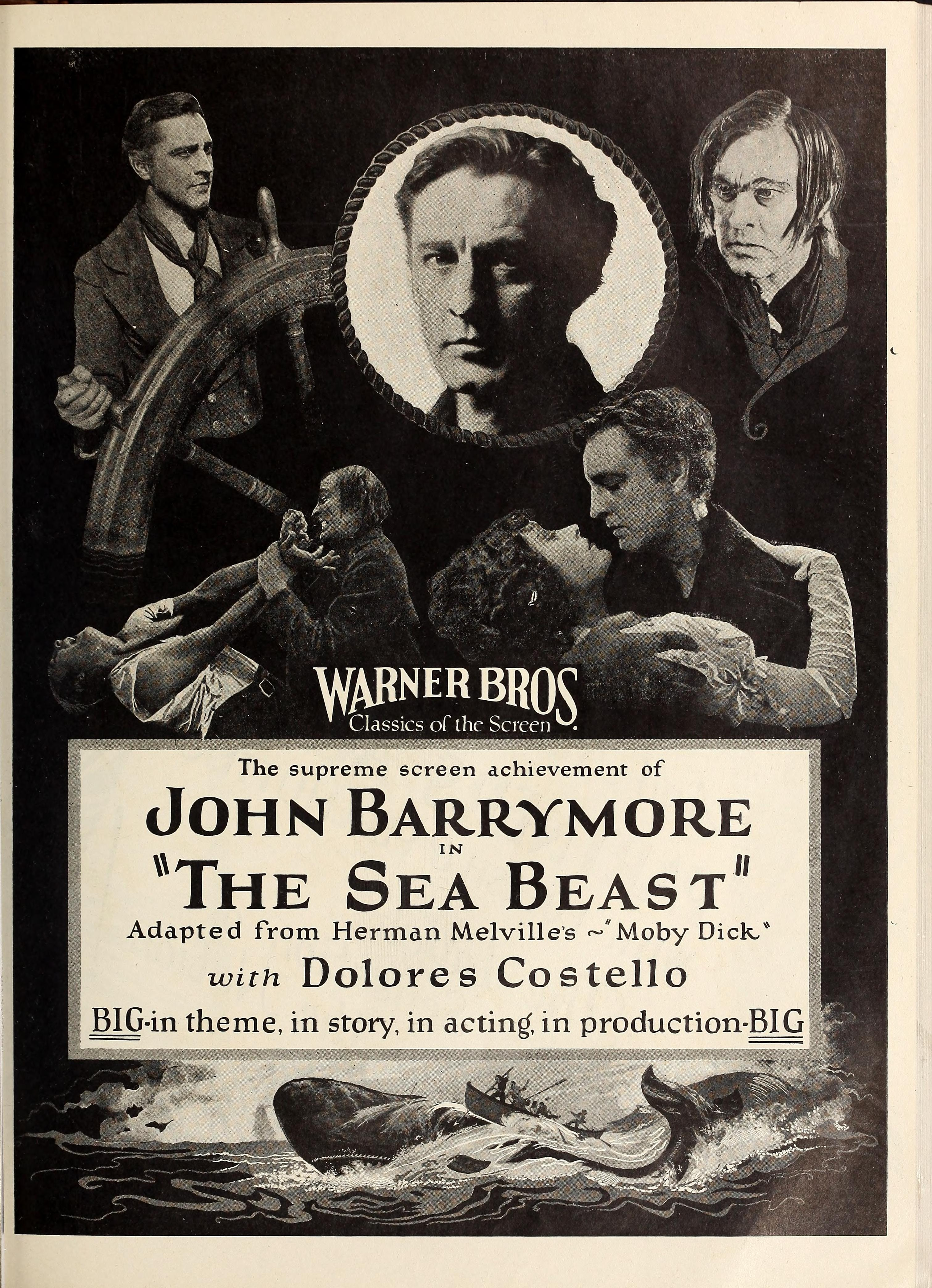
Publicité pour le film.

Jim le harponneur (The Sea Beast) est un film américain réalisé par Millard Webb et sorti en 1926.
Cette production de Warner Bros. a connu un grand succès aux États-Unis, et a eu un rôle culturel important en France.

## Synopsis
L'histoire est très librement adaptée du célèbre roman d'Herman Melville, Moby Dick, et modifie en particulier la fin tragique en happy end. Jim, un des meilleurs harponneur d’Amérique est fiancé, mais son frère, jaloux, le fait tomber à la mer pendant une chasse à la baleine. Il se casse une jambe et doit être amputé.

## Fiche technique
- Titre original: The Sea Beast
- Réalisation : Millard Webb
- Scénario : Bess Meredyth, Rupert Hughes, Jack Wagner d'après Moby Dick de Herman Melville
- Production : Warner Bros.
- Lieux de tournage :  San Pedro, Los Angeles
- Photographie : Byron Haskin, Frank Kesson
- Montage : Rupert Hughes
- Durée : 136 minutes
- Date de sortie: 
  - États-Unis : 15 janvier 1926

## Distribution

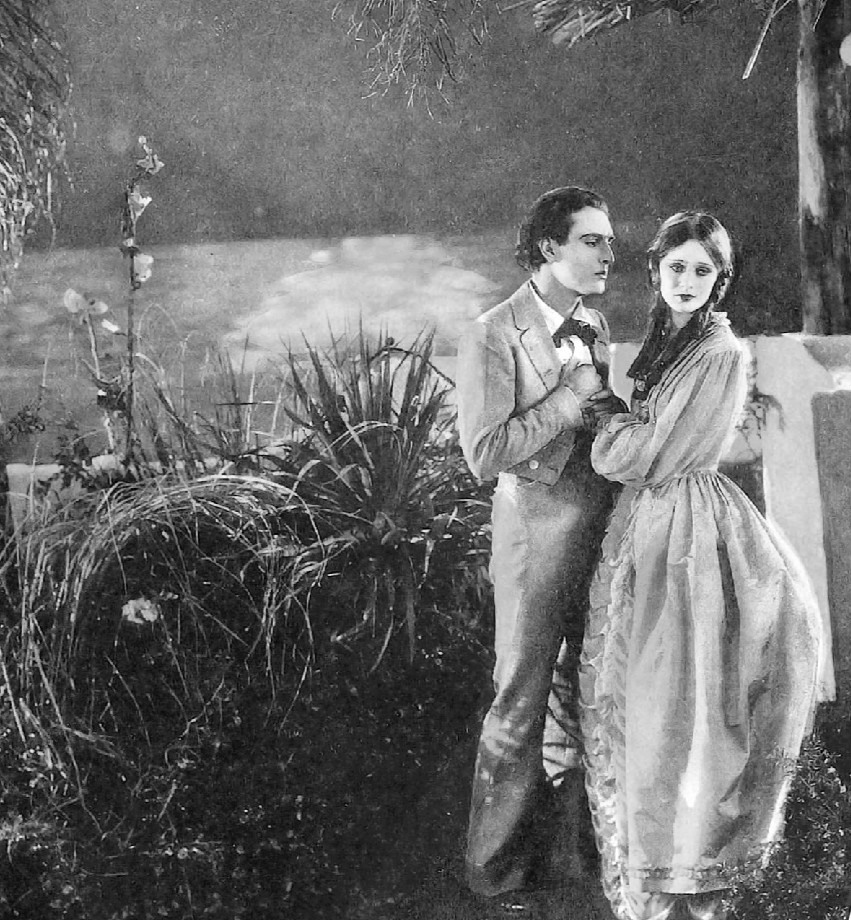
Scène de The Sea Beast

- John Barrymore : Captaine Ahab Ceeley
- Dolores Costello : Esther Harper
- George O'Hara : Derek Ceeley
- Mike Donlin : Flask
- Sam Baker : Queequeg
- Sōjin Kamiyama : Fedallah
- George Berrell : Perth
- Sam Allen : Capitaine
- Mathilde Comont : Mula
- James O. Barrows : Rev. Harper
- Vadim Uraneff : Pip
- Frank Hagney : Daggoo

## Critique
Ce film a contribué à l'évolution de la critique cinématographique en France: le 15 octobre 1926, Léon Moussinac, critique au journal L'Humanité, publie une critique très négative de Jim le harponneur, titre français du film américain The Sea Beast. Deux semaines plus tard, Jean Sapène, directeur du Matin et propriétaire de la Société des Cinéromans qui distribue le film en France, intente un procès à Léon Moussinac, et publie un article dont le titre est « La Société des Cinéromans poursuit L'Humanité... pour crime de "critique" ! ». Lors d'un premier procès en mars 1928, L’Humanité et Moussinac  sont condamnés à 500 F de dommages-intérêts, mais sont finalement relaxés en décembre 1930, ce qui crée la première jurisprudence en matière de critique de cinéma.